# Trois Jours de Cherbourg
Les Trois Jours de Cherbourg sont une course cycliste française disputée par étapes tous les ans depuis 1980 initialement courue en février, la course se déroule aujourd'hui durant le premier week-end de septembre, dans le département de la Manche. Elle fait partie du calendrier national de la Fédération française de cyclisme.
L'édition 2020 est annulée en raison de la pandémie de Covid-19.

## Palmarès
| Année | Vainqueur            | Deuxième              | Troisième              |
| ----- | -------------------- | --------------------- | ---------------------- |
| 1980  | Paul Mabire          | Roland Gaucher        | Michel Rauline         |
| 1981  |                      |                       |                        |
| 1982  | Christophe Bachelot  | Michel Rauline        | Jean-Marie Lemoine     |
| 1983  | François Lemarchand  | Alain Taillefer       | Pascal Churin          |
| 1984  | Christophe Gicquel   | Richard Tremblay      | Bernard Richard        |
| 1985  | Pascal Dubois        | Francis Moreau        | Jacky Bobin            |
| 1986  | Laurent Bezault      | Gérard Picard         | Philippe Adam          |
| 1987  | Gérard Picard        | Laurent Madouas       | Pascal Churin          |
| 1988  | Pierre Pietralunga   | Bruno Thibout         | Thierry Gouvenou       |
| 1989  | Gérard Picard        | Thierry Gouvenou      | Denis Dugouchet        |
| 1990  | Laurent Boucher      | Bruno Thibout         | Philippe Adam          |
| 1991  | Marek Świniarski     | Bruno Thibout         | Pascal Amorini         |
| 1992  | Lylian Lebreton      | Jean-Michel Thilloy   | Jean-François Laffillé |
| 1993  | Stéphane Cueff       | Erwann Menthéour      | Miika Hietanen         |
| 1994  | Pascal Peyramaure    | Sébastien Guenée      | Olivier Rio            |
| 1995  | Sylvain Briand       | Fabrice Férat         | Jérôme Bernard         |
| 1996  | Mickaël Ménage       | Denis Leproux         | Nicolas Dumont         |
| 1997  | Denis Leproux        | Michel Lallouët       | Franck Ramel           |
| 1998  | Stéphane Rifflet     | Denis Dugouchet       | Anthony Supiot         |
| 1999  | Carlo Ménéghetti     | Marek Leśniewski      | Artūras Trumpauskas    |
| 2000  | Frédéric Lecrosnier  | Denis Dugouchet       | Artūras Trumpauskas    |
| 2001  | Marek Leśniewski     | Frédéric Delalande    | David Bréard           |
| 2002  | Yoann Le Boulanger   | Frédéric Lecrosnier   | Benoît Vaugrenard      |
| 2003  | Stéphane Pétilleau   | Pierrick Leclerc      | Alexandre Grux         |
| 2004  | David Le Lay         | Dimitar Dimitrov      | Matti Helminen         |
| 2005  | Peter Latham         | Tony Cavet            | Mickaël Leveau         |
| 2006  | Tony Cavet           | Frédéric Lecrosnier   | Jean-Philippe Yon      |
| 2007  | Sébastien Harbonnier | Yvan Sartis           | Guillaume Blot         |
| 2008  | Tony Cavet           | Samuel Plouhinec      | Gaylord Cumont         |
| 2009  | Kévin Lalouette      | Arnaud Courteille     | Clément Mahé           |
| 2010  | Franck Charrier      | Kévin Lalouette       | Anthony Vignes         |
| 2011  | Eliot Lietaer        | Kjell Van Driessche   | Édouard Louyest        |
| 2012  | Bryan Nauleau        | Benoît Daeninck       | Cyrille Patoux         |
| 2013  | Frederik Backaert    | Pierre Gouault        | Julien Guay            |
| 2014, | Élie Gesbert         | Samuel Plouhinec      | Yann Guyot             |
| 2015  | Aurélien Daniel      | Frédéric Guillemot    | Axel Journiaux         |
| 2016  | Dylan Kowalski       | Erwann Corbel         | Aurélien Daniel        |
| 2017  | Maxime De Poorter    | Mathieu Burgaudeau    | Maxime Renault         |
| 2018  | Taruia Krainer       | Julien Van den Brande | Alan Riou              |
| 2019  | Louis Barré          | Matis Louvel          | Arnaud Pfrimmer        |
| 2020  | annulé               | annulé                | annulé                 |
| 2021  | Johan Le Bon         | Mathis Le Berre       | Léo Danès              |
| 2022  | Mattéo Vercher       | Brieuc Rolland        | Bastien Tronchon       |
| 2023  | Edgar Laurensot      | Kylian Sénicourt      | Louka Matthys          |
| 2024  | Yohann Simon         | Jocelyn Baguelin      | Victor Papon           |